# Spišský Hrušov
Spišský Hrušov (in ungherese Szepeskörtvélyes, in tedesco Birndorf o Grausch) è un comune della Slovacchia facente parte del distretto di Spišská Nová Ves, nella regione di Košice.